# Əbdürrəhman Wəzirov
Əbdürrəhman Xəlil oğlu Vəzirov (geboren am 26. Mai 1930 in Baku, Aserbaidschanische SSR, UdSSR; gestorben am 10. Januar 2022 in Moskau) war ein sowjetischer bzw. aserbaidschanischer Politiker und von Sommer 1988 bis Januar 1990 Erster Sekretär der KP Aserbaidschans.

## Leben
Bis 1970 nahm Vəzirov verschiedene Funktionen im Komsomol wahr. In den Jahren von 1976 bis 1979 war Wesirow Generalkonsul in Kalkutta (Indien) und danach Konsul in Nepal und Pakistan. Seit 1988 war Vəzirov  Erster Sekretär der aserbaidschanischen KP. Im Januar 1990 wurde er wegen seiner Beteiligung am Pogrom in Baku als Parteisekretär abgesetzt, aus der Partei ausgeschlossen und verhaftet.
Vəzirov starb am 10. Januar 2022 in Moskau.

## Auszeichnungen (Auswahl)
- Orden der Oktoberrevolution
- Orden der Völkerfreundschaft